# پدرم قهرمان است
پدرم قهرمان است (به انگلیسی: My Father Is A Hero) عنوان فیلمی است رزمی و اکشن به کارگردانی کری یوئن محصول هنگ کنگ و ساخته سال ۱۹۹۵ میلادی.

## بازیگران
- جت لی
- آنیتا موی
- کالین چاو
- کوری یوئن